# Franz Stanonik
Franz Stanonik, né le 4 novembre 1841 à Bischoflack-Zauchen (auj. Škofja Loka) et mort le 29 décembre 1918 à Graz, est un prêtre catholique, théologien et professeur d'université autrichien.

## Biographie
Stanonik est diplômé du gymnasium de Ljubljana. À partir de 1860, il entreprend des études de théologie et est ordonné prêtre en 1864. Il devient chapelain à Altlack (auj. Stara Loka) et en 1869 obtient un doctorat de l'Université de Graz. En 1869, il reçoit la chaire de dogmatisme de cette université. En même temps, il est prêtre diocésain dans le diocèse de Seckau.
Il est nommé en 1886 parallèlement à son poste de professeur au conseil consistorial du prince-évêque et de 1894 à 1910 occupe le poste de official du prince-évêque de Seckau. En 1913, devenu aveugle, il prend sa retraite. Toujours en 1913, il est nommé prélat de la maison pontificale et reçoit également la croix de commandeur de l'ordre de François-Joseph.
Stanonik a été crédité du titre de Hofrat (de).

## Publications
Outre de nombreux articles dans l'Allgemeine Deutsche Biographie, on lui doit :
- Zur Reform der theologischen Studien in Oesterreich: mit Rücksicht auf die über diesen Gegenstand bei Gerold in Wien erschienene Monographie und auf das Votum eines katholischen Theologen in der Presse, Moser, Graz, 1873.
- Dionysins Pelavius. Ein Beitrag zur Gelehrtengeschichte des XVII. Jahrhunderts. Festschrift der k. k. Universität Graz aus Anlass der Jahresfeier am XV. Nov. 1875, Verlag der k.k. Universität, Graz, 1876.